# Shadiwal
Shadiwal ou anciennement Muftian Shadiwal (en ourdou : شادی وال) est une ville pakistanaise située dans le district de Gujrat, dans le nord de la province du Pendjab. C'est la huitième plus grande ville du district. Elle est située à moins de vingt kilomètres au sud de Gujrat.
La population de la ville a été multipliée par moins de deux entre 1981 et 2017 selon les recensements officiels, passant de 13 701 habitants à 23 233. Entre 1998 et 2017, la croissance annuelle moyenne s'affiche à 1,5 %, nettement inférieure à la moyenne nationale de 2,4 %. Selon le recensement de 2023, la population de la ville monte à 33 437 habitants.
|            | 1981 (rec.) | 1998 (rec.) | 2017 (rec.) | 2023 (rec.) |
| ---------- | ----------- | ----------- | ----------- | ----------- |
| Population | 13 701      | 17 678      | 23 233      | 33 437      |